# 1536
1536 (MDXXXVI) a fost un an bisect al calendarului iulian, care a început într-o zi de sâmbătă.

## Evenimente
- De-a lungul coastelor din Sierra Leone și-au făcut apariția vasele portugheze sub conducerea lui Pedro da Cintra.

## Nașteri
- 24 februarie: Papa Clement al VIII-lea  (d. 1605)
- 30 aprilie: Ignazio Danti  (d. 1586)
- dată necunoscută: Ioan al VI-lea, Conte de Nassau-Dillenburg  (d. 1606)
- 6 decembrie: Jeong Cheol  (d. 1593)
- dată necunoscută: Albert Laski  (d. 1605)

## Decese
- 19 mai: Anne Boleyn, a doua soție a lui Henric al VIII-lea al Angliei (n. 1501/1507)